# Bob Morane
Bob Morane ist der Name eines fiktiven Abenteurers, der in gleichnamigen Büchern, Comics und einer Zeichentrickserie die Hauptrolle spielt. Er wurde vom belgischen Schriftsteller Charles-Henri-Jean Dewisme, bekannt unter dem Pseudonym Henri Vernes, erfunden, der ihn für seine Romane verwendete.

## Bücher
Die Romanreihe von Charles-Henri Dewisme umfasste mehr als 200 Bände, von denen auch 19 ins Deutsche übersetzt wurden. Darauf basierend wurde in den 1960er-Jahren eine Fernsehserie mit dem Namen Bob Morans Weltreisen und Abenteuer (auch bekannt als Die Abenteuer des Bob Moran) produziert. Morane wird dabei ohne „e“ geschrieben.
1. Der Schwarze Pfeil, Ensslin & Laiblin Verlag 1965 (Le Démon Solitaire)
2. Der Schmuck des Maharadschas, Ensslin & Laiblin Verlag 1965 (Les Joyaux du Maharadjah)
3. Im Tal der Brontosaurier, Ensslin & Laiblin Verlag 1965 (La vallée des brontosaures)
4. Im Zeichen des goldenen Drachen, Ensslin & Laiblin Verlag 1965 (Le club des longs couteaux)
5. Der Tempel der Krokodile, Ensslin & Laiblin Verlag 1965 (Le Temple des Crocodiles)
6. Der Piratenschatz, Ensslin & Laiblin Verlag 1965 (L’héritage du flibustier)
7. Das Testament des Grafen Alfieri, Ensslin & Laiblin Verlag 1965 (Échec à la Main Noire)
8. Die Göttin mit den grünen Augen, Ensslin & Laiblin Verlag 1965 (Le Tigre des Lagunes)
9. Der Wüstenprinz, Ensslin & Laiblin Verlag 1965 (La Cité des Sables)
10. Die Indische Drossel, Ensslin & Laiblin Verlag 1966 (La Voix du Mainate)
11. Der Berg Der Götter, Ensslin & Laiblin Verlag 1966 (Les Semeurs de Foudre)
12. Orly, 12 Uhr 30, Ensslin & Laiblin Verlag 1966 (Mission à Orly)
13. Das Höllenfahrzeug, Ensslin & Laiblin Verlag 1966 (Le camion infernal)
14. Der Drache der Grafen Fenstone, Ensslin & Laiblin Verlag 1966 (Le dragon des Fenstone)
15. Die Perlenkette, Ensslin & Laiblin Verlag 1966 (La rivière de perles)
16. Die Blüte Des Schlafs, Ensslin & Laiblin Verlag 1966 (La Fleur du Sommeil)
17. Die Versunkene Galeere, Ensslin & Laiblin Verlag 1967 (La galère engloutie)
18. Die Haifischlagune, Ensslin & Laiblin Verlag 1967 (Le lagon aux requins)
19. Der Teufel von Labrador, Ensslin & Laiblin Verlag 1967 (Le Diable du Labrador)

1. Die Abenteuer von Bob Moran / Der Schwarze Pfeil – Der Schmuck des Maharadschas – Im Tal der Brontosaurier (3 Fernsehkrimis in einem Band), Ensslin & Laiblin Verlag 1965
2. Die Abenteuer von Bob Moran / Im Zeichen des goldenen Drachen – Der Tempel der Krokodile – Der Piratenschatz (3 Fernsehkrimis in einem Band), Ensslin & Laiblin Verlag 1965
3. Die Abenteuer von Bob Moran / Das Testament des Grafen Alfieri – Die Göttin mit den grünen Augen – Der Wüstenprinz (3 Fernsehkrimis in einem Band), Ensslin & Laiblin Verlag 1965
4. Die Abenteuer von Bob Moran / Die Indische Drossel – Der Berg Der Götter – Orly, 12 Uhr 30 (3 Fernsehkrimis in einem Band), Ensslin & Laiblin Verlag 1966
5. Die Abenteuer von Bob Moran / Das Höllenfahrzeug – Der Drache der Grafen Fenstone – Die Perlenkette (3 Fernsehkrimis in einem Band), Ensslin & Laiblin Verlag 1966
6. Die Abenteuer von Bob Moran / Die Blüte des Schlafs – Die versunkene Galeere – Die Haifischlagune (3 Fernsehkrimis in einem Band), Ensslin & Laiblin Verlag 1967

## Fernsehserien
Eine erste Fernsehserie lief 1963 in Deutschland unter dem Titel Bob Morans Weltreisen und Abenteuer. Die Hauptrolle spielte Claude Titre.
Eine Zeichentrickserie aus dem Jahr 1998 hatte 26 Folgen von ca. 25 Minuten und wurde in Deutschland das erste Mal am 4. Januar 1999 auf Super RTL ausgestrahlt. Zudem wurde eine limitierte Musik-CD aufgesetzt. Alle 26 Folgen wurden 2017 bei dem Herausgeber Pidax auf DVD veröffentlicht. Außerdem sind sie seit 20. April 2020 bei iTunes käuflich.

### Hauptpersonen

#### Robert „Bob“ Morane
Bob Morane ist Franzose, Agent der Zeitpatrouille und arbeitet gelegentlich für die Zeitung Reflets. Er ist Ingenieur und war im Zweiten Weltkrieg Kampfpilot bei der Royal Air Force. Er beherrscht mehrere Kampfsportarten und Sprachen. Meist trägt Bob eine markante rote Jacke. Bob ist 33 Jahre alt, 1,85 Meter groß und wiegt 85 Kilogramm. Er sieht in der Dämmerung besonders gut.

#### William „Bill“ Ballantine
Er war im Krieg der Flugzeugmechaniker von Bob Morane und steht ihm seither bei seinen Abenteuern zur Seite. Ballantine redet Bob fast immer mit „Commander“ an. Er kommt aus Schottland und hat eine Vorliebe für schottischen Whisky. Durch seine körperliche Stärke ist er die perfekte Unterstützung für Bob. Ballantine hat ständig Appetit und ist in seinem Charakter impulsiver als Bob. In Episode 17 benannte er den mit Bob und Bill verbündeten Schneemenschen nach seinem Großonkel Jim.

#### Sophia Paramount
Paramount ist Reporterin aus Großbritannien. Bei ihren Recherchen begibt sie sich oft in Gefahr und benötigt Moranes Hilfe, begleitet diesen aber auch bei seinen Abenteuern. Sie trägt oft eine Kamera mit sich.

#### Professor Aristide Clairembart
Professor Clairembart ist ein Archäologe und guter Freund von Bob, Bill und Sophia. Er steht ihnen auf vielen ihrer Abenteuer bei. Zu Beginn der Serie gerät er ins Visier von Ming, da er im Besitz eines Dokuments ist, das Hinweise zur legendären Krone von Golconda enthält, die einst dem Mongolenherrscher Dschingis Khan gehört haben soll.

#### Tania Orloff
Tania ist die Nichte des „Gelben Schattens“, Ming. Im Gegensatz zu ihrem Onkel ist sie aber nicht böse, sondern unterstützt Bob und seine Freunde regelmäßig, wenn sie durch Ming und seine Handlanger in einen Hinterhalt geraten. Ming sieht ihr dieses Verhalten nach oder ignoriert es teilweise, auch Bob weiß das Ming ihr niemals etwas antun würde.

### Antagonisten

#### Ming (Der Gelbe Schatten)
Er ist einer von Bob Moranes größten Feinden, aber auch gleichzeitig sein größter Bewunderer. Ming ist Bob körperlich weit überlegen, auch der deutlich stärkere Bill ist Mings Kraft nicht gewachsen. Ming wurde einmal von Bob gerettet und versucht seitdem immer wieder, Morane für seine Sache zu gewinnen. Auch wenn dies nicht klappt, will Ming ihn nicht mehr direkt umbringen. Ming hat Bob mal einen gelben Anhänger in Form eines gelben Gesichtes geschenkt, der Bob das Leben gerettet hat, als Ming einen Mordanschlag auf Bob verübte. Zudem ist er scheinbar unsterblich, da er nach seinem Tod mittels Gentechnik wieder geklont wird. Er hat eine große Anzahl an verschiedenen Dienern, unter anderem Metallfiguren mit einem Mantel, die Laser aus ihren Augen verschießen, und ein Volk weißer Mumien, die keinen eigenen Willen haben und bereit sind, für Ming zu töten und für ihn zu sterben. Oft werden Mings Geheimverstecke auch von einem gelbhäutigen Zopfträger der zwar kräftig gebaut ist, den Bob und Bill aber mit leichtigkeit K.O kriegen bewacht. Außerdem ist eine seiner beiden Hände aus Metall, da Ming seine richtige Hand in der ersten Episode verlor. Er kann sie abnehmen und fernsteuern sowie seinen Zeigefinger als Giftstachel verschießen. Ming sagt von sich selbst, Nachfahre von Dschingis Khan zu sein. Er beruft sich häufig auf asiatische Weisheiten aus dem Buddhismus, zitiert aber auch chinesische Politiker wie Mao Zedong. Professor Clairembart beschreibt Ming in der ersten Episode als ominöse Persönlichkeit, die in ganz Asien gefürchtet sei und von der es heißt, sie sei der leibhaftige Teufel. Er hat eine Nichte namens Tania Orloff, die jedoch auf Bobs Seite ist.

#### Miss Ylang-Ylang
Sie ist die Chefin des internationalen Verbrechersyndikats SMOG und beherrscht ebenfalls wie Bob Morane mehrere Kampfsportarten. Sie hat einen asiatischen Hintergrund und ist sehr arrogant. Ihre roten Lippen, markantes Parfüm sowie ihre Vorliebe für Zigarettenspitzen machen sie zu einer Femme Fatale. Durch ihre ausgezeichneten Karatefertigkeiten kann sie auch Bob Morane in körperlichen Auseinandersetzungen Paroli bieten. Selbst den körperlich deutlich kräftigeren Bill Ballantine wirft sie mit Leichtigkeit über ihre Schulter. In der Episode Atlantis sehen und sterben schaffte es Morane aber, sie zu überwältigen. Ylang-Ylang scheint Morane zugeneigt zu sein, was sich teilweise durch ihre körperlichen Anspielungen ausdrückt. Sie bemängelt aber immer wieder, dass Bob und sie auf verschiedenen Seiten kämpfen.

#### Roman Orgonetz
Orgonetz ist ein Söldner, der für die Organisation SMOG arbeitet und Miss Ylang-Ylang untergeordnet ist. Seine besonderen Merkmale sind seine goldenen Zähne, seine große spitze Nase und sein kleiner aber kräftiger Körperbau. Orgonetz ist rücksichtslos, brutal und stark, verfügt aber über eine eher geringe Intelligenz. Durch seine enorme Kraft kann er Bob Paroli bieten, deshalb muss sich Bill oft um ihn kümmern. Aufgrund einiger seiner Eigenschaften erinnert Orgonetz an den Beißer aus den James-Bond-Filmen.

#### Dr. Nicolas Anathase Xathan
Xathan ist ein krimineller Wissenschaftler, der sich selbst als „Meister des Lichts“ bezeichnet und die Weltherrschaft anstrebt. Körperlich ist er der schwächste aller Feinde von Bob, ist aber höchstintelligent, und daher gefährlich. Xathan tritt unabhängig von Ming und Miss Ylang-Ylang als dritter Hauptantagonist der Serie auf und hält sich für die Wiedergeburt des Sonnengottes Ra. In Episode 21 kam Xathan eigentlich ums Leben, kehrte in Episode 25 jedoch als Hologramm zurück. Häufig wird Xathan von Drei Brüdern unterstützt, die zwar nicht besonders intelligent, aber dafür sehr stark und auch oft schwer bewaffnet sind.

#### Colonel Staggart
Staggart ist ein ehemaliger Colonel des Militärs und Widersacher von Bob Morane. Er verfügt über diverse täuschend echte Gesichtsmasken, die seine Identität verschleiern. Zu seinen Markenzeichen gehören auch eine Metallkappe, die er an seinem Ringfinger trägt sowie zwei verschiedene Augenfarben. Staggarts Charakter und Führungsstil sind an den Faschismus angelehnt.

### Synchronisation
Die Serie wurde in Deutschland durch das Synchronisationsunternehmen City of Voices aus Berlin synchronisiert. Die französische Synchronisation wurde durch das Studio Ramsès realisiert.
| Rolle                          | Französischer Sprecher | Deutscher Synchronsprecher |
| ------------------------------ | ---------------------- | -------------------------- |
| Bob Morane                     | Emmanuel Jacomy        | Frank Glaubrecht           |
| Bill Ballantine                | Marc Alfos             | Jörg Hengstler             |
| Sophia Paramount               | Frédérique Tirmont     | Diana Borgwardt            |
| Ming                           | Philippe Catoire       | Till Hagen                 |
| Dr. Xathan                     | Patrick Osmond         | Werner Ehrlicher           |
| Miss Ylang-Ylang               | Juliette Degenne       |                            |
| Roman Orgonetz                 | Gérard Loussine        | Eberhard Prüter            |
| Colonel Staggart               | Hervé Bellon           | Bernd Schramm              |
| Professor Aristide Clairembart | Yves Barsacq           | Hermann Ebeling            |
| Tania Orloff                   | Valérie Siclay         | Giuliana Jakobeit          |

### Auszeichnungen
Die Serie war 2000 beim Gemini Award für das beste Titellied einer Drama-Serie nominiert.

## Computerspiele
Bob Morane ist die Hauptfigur in 4 Computerspielen aus den 80er Jahren mit den Titeln:
- Project Neptune
- Bob Morane: Science Fiction 1
- Bob Morane: Chevalerie 1
- Bob Morane: Jungle 1

In Großbritannien erschienen die Spiele unter dem Namen Lee Enfield statt Bob Morane.

## Trivia
Die französische Musikgruppe Indochine widmete Bob Morane den Song und das gleichnamige Album L’Aventurier.